# Castelo de Plain-Marais
O Château de Plain-Marais é um castelo histórico em Beuzeville-la-Bastille, Manche, Baixa Normandia, na França.

## História
O castelo foi construído durante a Guerra dos Cem Anos.
Foi a residência privada de Olivier Le Clerc de Juigné, que serviu como membro da Câmara dos Deputados de 1815 a 1816.
Está listado como um monumento oficial desde 1975.